# Crepis frigida
Crepis frigida là một loài thực vật có hoa trong họ Cúc. Loài này được (Boiss. & Balansa) Babc. mô tả khoa học đầu tiên năm 1947.